# Rhéobase
En électrophysiologie, la rhéobase est l'intensité minimale de courant excitant qui permet de déclencher un potentiel d'action pour application théoriquement infinie.
En appliquant la définition aux cellules musculaires striées, on peut considérer que la rhéobase est le courant électrique minimal requis pour faire contracter artificiellement un muscle. 
Ce terme, ainsi que celui de chronaxie, a été inventé en 1909 par le physiologiste français Louis Lapicque.
La constante de temps d'accommodation désigne le temps que met l'intensité du courant excitant pour atteindre la rhéobase.